# 竹田頴川
竹田 頴川（たけだ えいせん、1878年（明治11年）- 1945年（昭和20年）9月9日）は、大正から昭和の終戦までを代表する臨済宗の禅僧。俗姓は最初は加藤で、のち竹田。法諱は恵恂、道号は頴川。室号は古渡庵。愛知県葉栗郡北方村の出身。臨済宗建仁寺派管長（1931年-1945年)

## 生涯
1878年(明治11年)、現在の愛知県一宮市北方町に生まれる。1889年（明治22年）、一宮市木曽川町の寶光寺の速水精道和尚について得度。1906年(明治39年)、竹田黙雷が開単した建仁僧堂に掛搭。その後僧堂師家兼管長の黙雷に7年参禅した後、1912年(大正元年)に、頴川が得度した寶光寺の住職となった。さらに黙雷の建仁僧堂に通参精進して遂に、1921年(大正10年)黙雷より嗣法する。
1928年(昭和3年)には建仁僧堂師家となった。そして1930年(昭和5年)には師の黙雷が遷化したため、頴川は1931年(昭和6年)臨済宗建仁寺派管長にも就任。その翌年の1932年(昭和7年)には、弟子の竹田益州が建仁僧堂を再暫暇したが、次いで1933年(昭和33年)に、頴川の法嗣となったことにより、建仁僧堂師家は血の繋がりはないものの養子となって、俗名として竹田姓が黙雷、頴川、益州と三代続くこととなった。(但し管長職は、頴川と益州の間に中村泰祐管長が入る事となる。)頴川は1945年(昭和20年)9月9日に遷化。世寿68。

## 法嗣弟子
- 竹田益州 (臨済宗建仁寺派管長　生没1896～1989)
- 前川大道 (臨済宗東福寺派管長　生没1896～1986)

## 著書
- 『興禅護国論』文化時報社、1938年。

## 関係先リンク
- 臨済宗大本山建仁寺